# ميخائيلس
يوهان دافيد ميخائيلس (بالألمانية: Johann David Michaelis)‏ ( 1717 - 1791 م ) هو لاهوتي ومستشرق ألماني.
من اثاره:
- «النحو العبري» (الطبعة الثالثة، جيتنجن، 1778).
- «المدخل إلى الكتب المقدسة للميثاق الجديد» (ط4، جيتنجن، 1788، في جزءين).
- «الشريعة الموسوية» (ط2، جيتنجن، 1776 – 1780 ، في 5 أجزاء).
- «المكتبة الشرقية والتفسيرية» (جيتنجن سنة 1771 – 80، 24 مجلداً).
- «المكتبة الشرقية والتفسيرية الجديدة» (جينتجن 1786 – 1793، في 9 مجلدات).
- «الأخلاق» (نشرة اشتودلن Staudlin جيتنجن 1792 – 1793، في 3 مجلدات).
- «موجز اللاهوت الدجماتيقي» (1760 باللاتينية، وترجمه إلى الألمانية وطبعت منه طبعة ثانية 1784).
- «ملحق المعاجم العبرية»، في 6 مجلدات، سنة 1784 – 1792.[2]